# Lufthansa SG Berlin
Lufthansa SG Berlin (celým názvem: Lufthansa Sportgemeinschaft Berlin) byl německý fotbalový klub, který sídlil v berlínském městském obvodu Tempelhof-Schöneberg. Založen byl v roce 1931 jako tovární klub letecké dopravní společnosti Deutsche Luft Hansa AG. Svůj poslední název nesl od roku 1944. Zanikl v roce 1945 po jeho zrušení okupačními úřady. Klubové barvy byly žlutá a modrá.
Největším úspěchem klubu byla celkem pětiletá účast v Gaulize Berlin-Brandenburg, jedné ze skupin tehdejší nejvyšší fotbalové soutěže na území Německa.

## Historické názvy
Zdroj: 
- 1931 – Lufthansa SG Berlin (Lufthansa Sportgemeinschaft Berlin)
- 1944 – KSG Lufthansa/Viktoria 89 Berlin (Kriegsspielgemeinschaft Lufthansa/Viktoria 89 Berlin)
- 1945 – zánik

## Umístění v jednotlivých sezonách
Stručný přehled
Zdroj: 
- 1939–1940: Gauliga Berlin-Brandenburg – sk. A
- 1940–1944: Gauliga Berlin-Brandenburg

Jednotlivé ročníky
Zdroj: 
Legenda: Z - zápasy, V - výhry, R - remízy, P - porážky, VG - vstřelené góly, OG - obdržené góly, +/- - rozdíl skóre, B - body, červené podbarvení - sestup, zelené podbarvení - postup, fialové podbarvení - reorganizace, změna skupiny či soutěže
| Velkoněmecká říše (1939 – 1944) |                                    |        |    |    |   |   |    |    |     |    |        |
| Sezóny                          | Liga                               | Úroveň | Z  | V  | R | P | VG | OG | +/- | B  | Pozice |
| 1939/40                         | Gauliga Berlin-Brandenburg – sk. A | 1      | 10 | 5  | 1 | 4 | 20 | 14 | +6  | 11 | 2.     |
| 1940/41                         | Gauliga Berlin-Brandenburg         | 1      | 22 | 10 | 3 | 9 | 43 | 37 | +6  | 23 | 5.     |
| 1941/42                         | Gauliga Berlin-Brandenburg         | 1      | 18 | 4  | 6 | 8 | 27 | 40 | -13 | 14 | 8.     |
| 1942/43                         | Gauliga Berlin-Brandenburg         | 1      | 18 | 10 | 2 | 6 | 41 | 34 | +7  | 22 | 2.     |
| 1943/44                         | Gauliga Berlin-Brandenburg         | 1      | 18 | 8  | 4 | 6 | 38 | 29 | +9  | 20 | 4.     |